# Mravnost nade vše
Mravnost nade vše je česká filmová komedie z roku 1937 natočená režisérem Martinem Fričem.

## Obsah filmu
Profesor Karas je vážený muž, vzor mravnosti a počestnosti. Kromě jeho přítele doktora Macha nikdo netuší, že má nemanželskou dceru Věru.
Členky Spolku pro povznesení mravnosti ho žádají, aby se stal jejich čestným předsedou. On souhlasí, nechají u sochaře Konráda zhotovit jeho bustu, která má být slavnostně odhalena. Ve stejné době přijíždí do Prahy jeho nemanželská dcera Věra, které říkají „Kačátko“. Věra se narodila před tím než prof. Karas poznal svou manželku Karolínu. Maminka Věry zemřela krátce po jejím narození. Profesor Karas Věru prosí, aby odjela na Štrbu, že za ní přijede. Ona souhlasí, ale při návštěvě doktora Macha se náhodou dozví, že paní Karasová hledá anglickou vychovatelku pro svou dceru Evu. Potají se na tuto pozici přihlásí. Rodina jejího tatínka je mravopočestná, vyjadřují to svým vzhledem (všichni nosí brýle, mají cudné oblečení a účes, nesmějí se parfémovat ani malovat). Věra se přizpůsobí a paní Karasové i Evě se nová vychovatelka moc líbí. Když ji ve svém domě vidí profesor Karas, udělá se mu nevolno. K nemocnému zavolají lékaře dr. Jílovského. Ten myslí, že je prof. Karas v pořádku, jen by to neměl s mravností tak přehánět. Doktor Jílovský se zamiluje do Věry a ona do něj. Eva se zamiluje do sochaře Konráda...

## Obsazení
| Hugo Haas        | profesor Antonín Karas                 |
| Světla Svozilová | manželka Karolína Karasová             |
| Saša Rašilov     | JUDr. Mach                             |
| Zdeňka Baldová   | členka spolku pro povznesení mravnosti |
| Ladislav Boháč   | MUDr. Jílovský                         |
| Adina Mandlová   | dcera Eva Karasová                     |
| Mirko Eliáš      | sochař Konrád                          |
| Jiří Hlinomaz    | syn Ivan Karas                         |
| Věra Ferbasová   | nemanželská dcera Věra Gregorová       |

Dále hrají: M. Ptáková, M. Gampeová, M. Pilská, M. Ježková, Franclová, Třebovská, Nekolová, Häuslerová, E. Vetešníková